# جون لوكال
جون لوكال (بالإنجليزية: John Local)‏ (و. 1947  م) هو لغوي بريطاني حصل عالم الصوتيات البريطاني هذا  على الشهادتين الجامعية والدكتوراه من جامعة نيوكاسل ابون تاين  (وهو من مواليد عام 1947).
والذي يعمل كاستاذ فخري في قسم علم الاصوات بجامعة يورك، وقد كان أحد العاملين على النظام التجريبي لتجميع الكلام غير المقسم والذي تبنى تقنيات التحليل الفرودي الفصيح (FPA) وهو نهج في علم الاصوات طور من قبل جون روبرت فيرث وبعض أعضاء  مدرسة لندن اللغوية.
و قدم في كتابة “ممارسة علم الاصوات” والذي ساعد فيه العالم جون كيلي مقالا جذريا ومعاصرا حول التحليل الفرودي الفصيح، والذي نتج عنه فهم التحليل الصوتي المفصل وتحليل المحادثات (French and local 1983) حيث انه اهتم في بحوثة الحديثة بالاداء التفاعلي للتفاصيل الصوتية والاختلافات الصوتية في الاحاديث التفاعلية (local and walker 2005).
وفقا لفورد وكوبر كولين (2004) فان أعمال لوكال كانت منصبة على تاسيس علم لاصوات المحادثات. حيث كشفت دراساته عن  ابعاد إنتاج الاصوات المسموعة في الاحاديث التفاعليه  والتي لم تعرف من قبل (2004:13).

## روابط خارجية
- جون لوكال الصفحة الرئيسية
- جون لوكال صفحة الموظفين
- غاريث ووكر الصفحة الرئيسية